# Tubman Centre of African Culture
Das Tubman Centre of African Culture war ein staatliches Kunst- und Kulturzentrum im liberianischen District Grand Cape Mount County und befand sich im am Ortsrand der District-Hauptstadt Robertsport.
Der Bau des Kulturzentrums wurde 1964 zur Ehrung des Präsidenten William Tubman durch lokale Eliten anlässlich seines 69. Geburtstags begonnen. Im Dezember 1967 weihte der Präsident ein Kunstmuseum in einem Seitentrakt ein. Erster Direktor wurde der schwedische Ethnologe und Liberia-Experte Kjell Zetterström.
Das Kulturzentrum diente seit seiner Gründung auch als Bildungsstätte, die Studenten aus benachbarten afrikanischen Ländern konnten sich mit liberianischen Wissenschaftlern und Künstlern in Projekten zur afrikanischen Kunst und Geschichte einbringen. Aus staatlichen Zuschüssen finanzierte Projekte schufen so eine zeitgenössische Kunstsammlung. Eine Monatsschrift informierte über die Aktivitäten und Forschungsergebnisse.

Über die weitere Geschichte und Zukunft des Kulturzentrums ist nichts bekannt. Das Gebäude ist noch vorhanden, aber in einem desolaten Zustand.

Das Tubman Centre im Jahr 2018
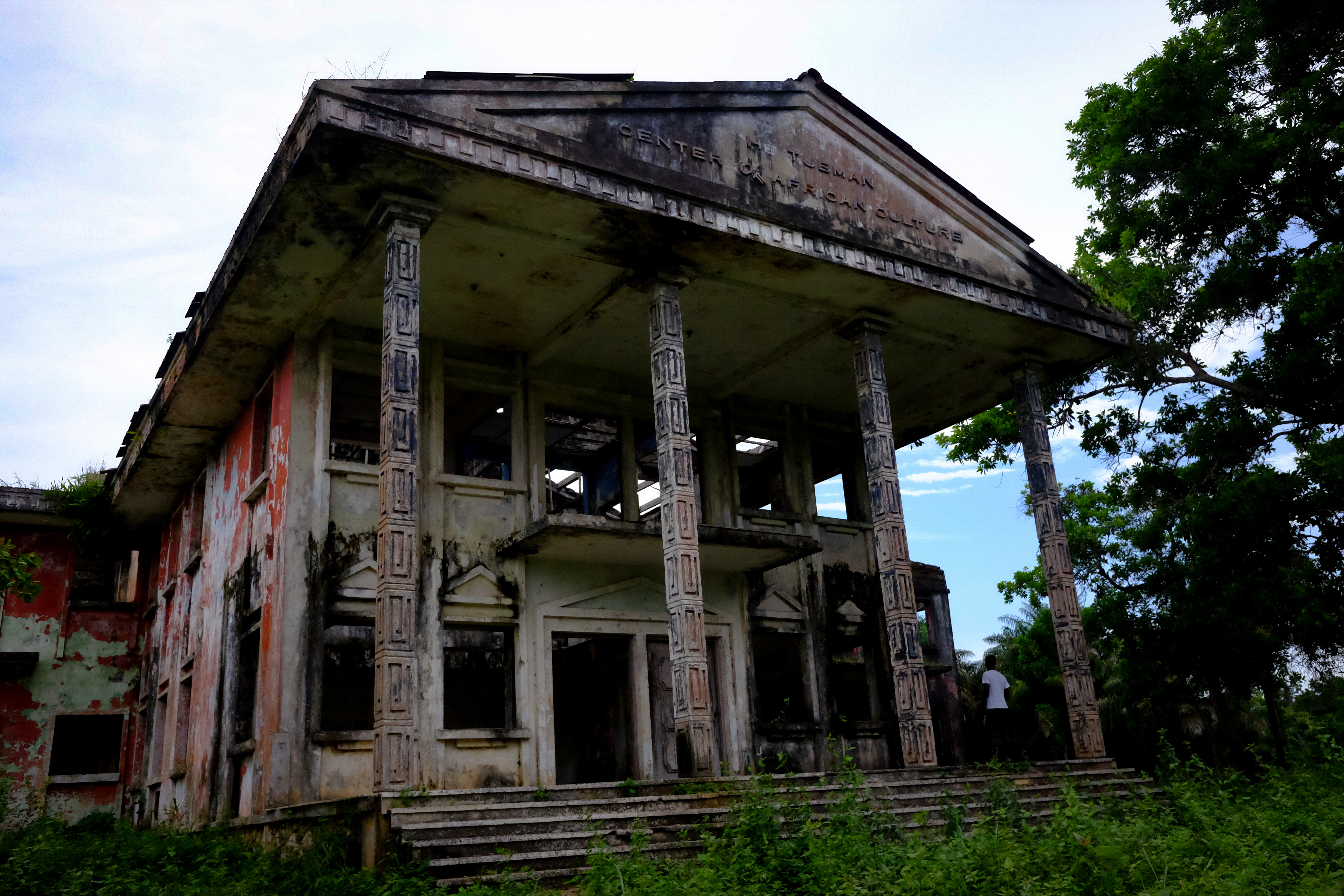
Zustand 2018
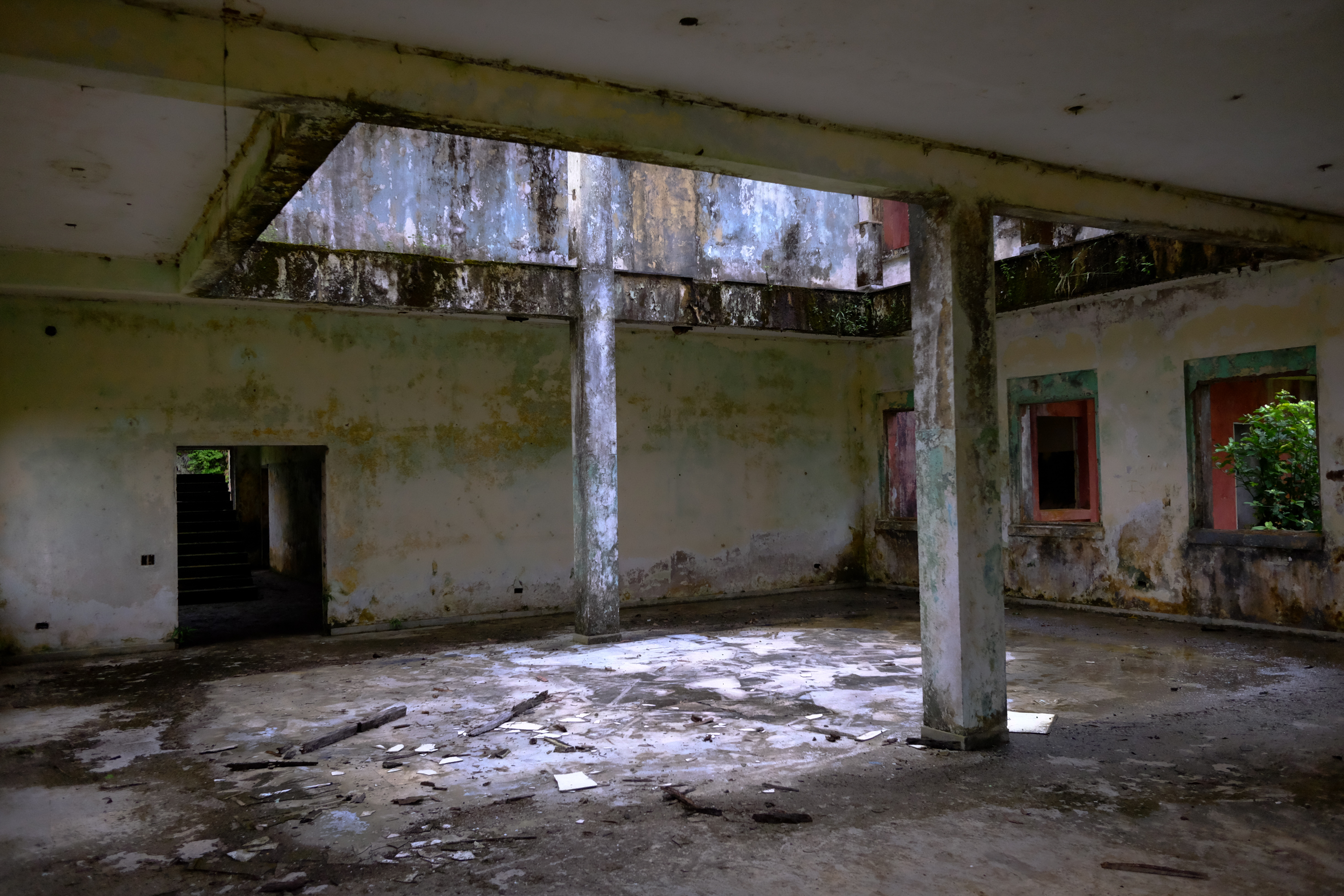
Zustand 2018
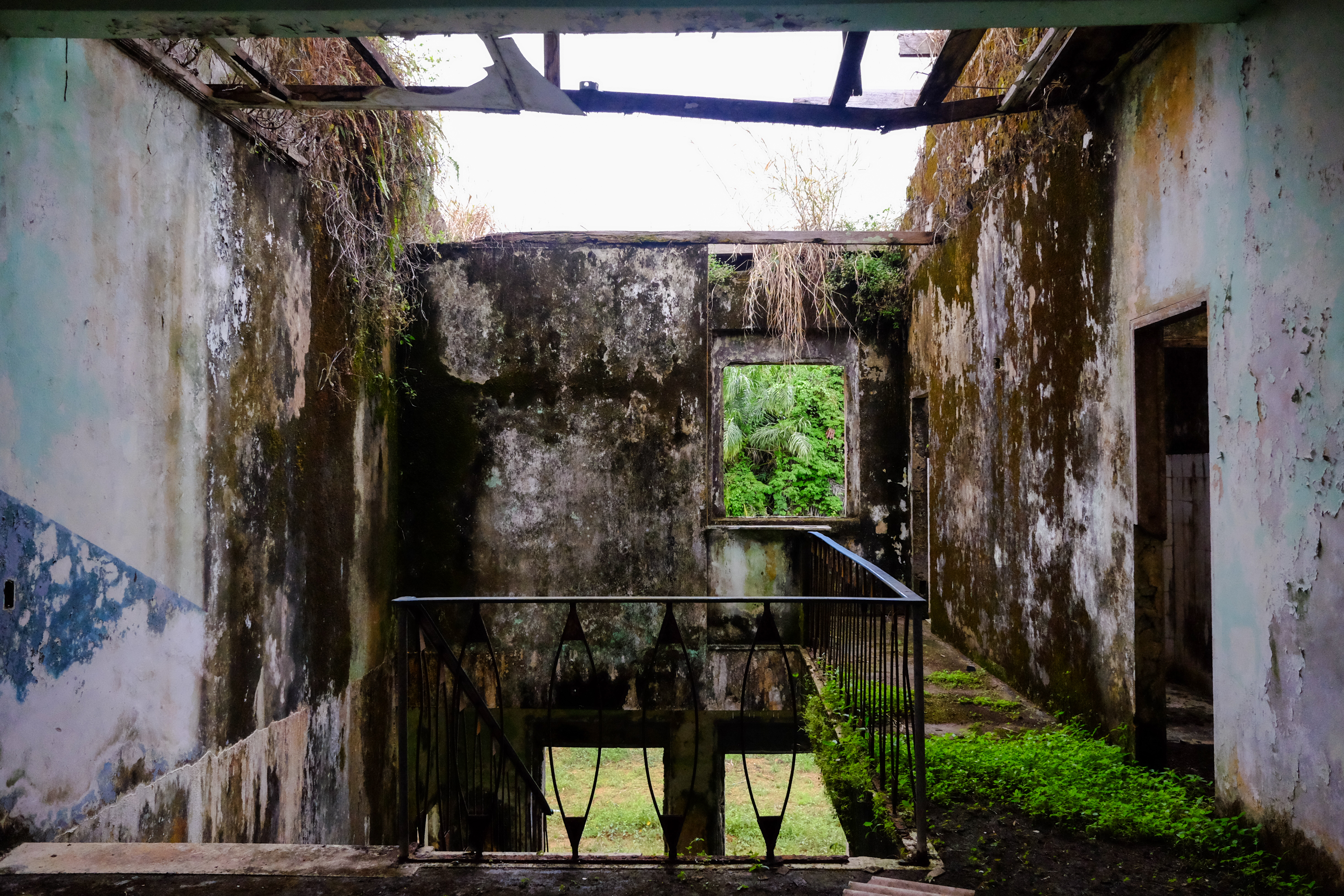
Zustand 2018
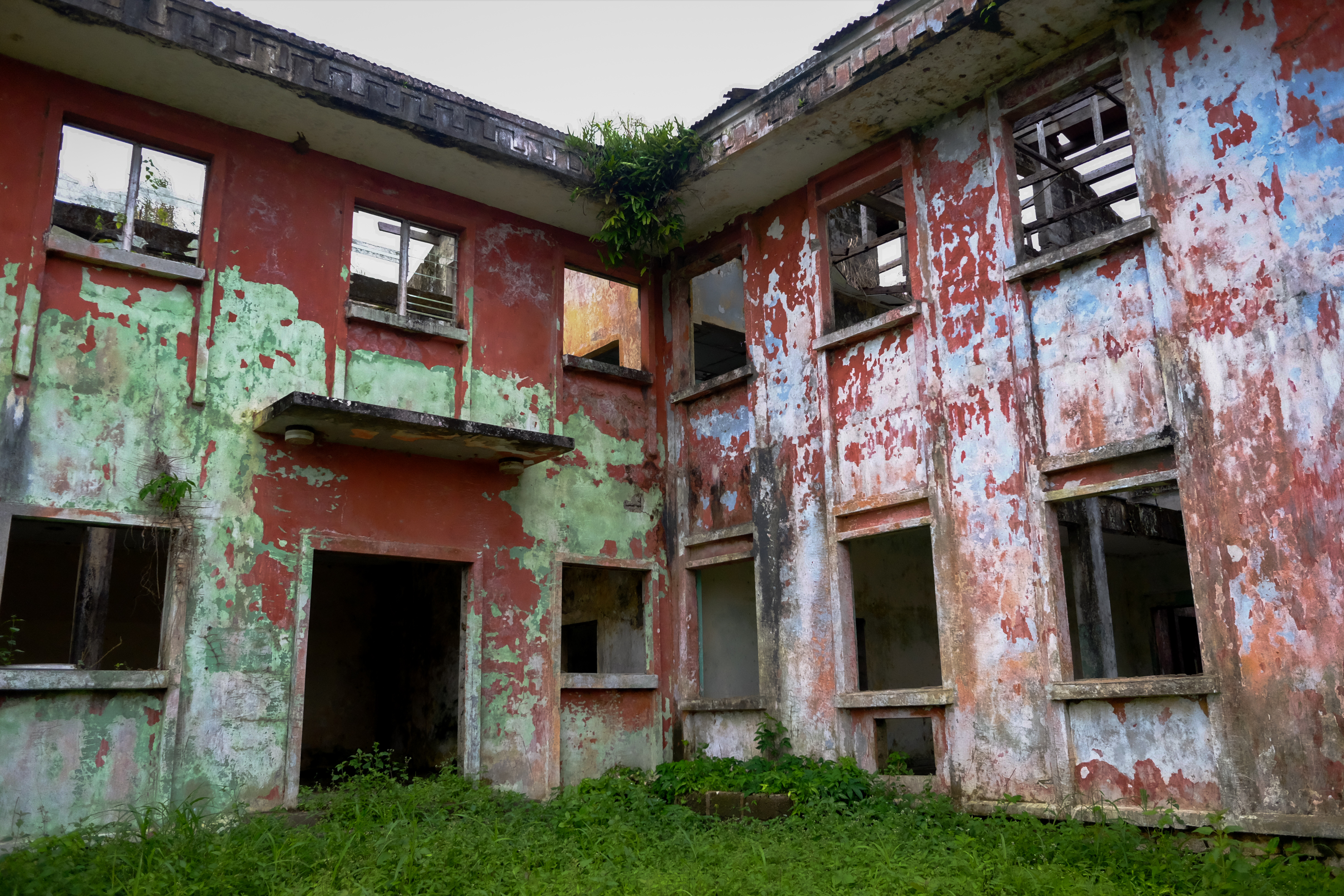
Zustand 2018
Ausstellung 1975